# Wes Unseld (1975)
Wes Unseld jr. (Catonsville, 20 settembre 1975) è un allenatore di pallacanestro statunitense, professionista nella NBA.
È il figlio di Wes Unseld.

## Statistiche

### Allenatore
| Stagione | Squadra       | Regular Season | Regular Season | Regular Season | Regular Season | Regular Season              | Post Season      |
| Stagione | Squadra       | V              | P              | % V            | G              | Posizione finale            | Post Season      |
| -------- | ------------- | -------------- | -------------- | -------------- | -------------- | --------------------------- | ---------------- |
| 2021-22  | Wash. Wizards | 35             | 47             | 42,7           | 82             | 4º nella Southeast Division | Manca i play-off |
| 2022-23  | Wash. Wizards | 35             | 47             | 42,7           | 82             | 3º nella Southeast Division | Manca i play-off |
|          | Carriera      | 70             | 94             | 42,7           | 164            |                             |                  |